# Method Man and Redman
Pour les articles homonymes, voir Redman (homonymie).
Method Man and Redman est un groupe de rap américain, originaire de New York. Le duo, composé des rappeurs de la côte Est Method Man et de Redman, se fait connaître grâce à son premier album, Blackout!, qui contient les singles à succès : Da Rockwiler et Big Dogs.

## Histoire du groupe
Leur carrière en duo commence en 1996, avec Got My Mind Made Up sur l'album All Eyez on Me de 2Pac. quatre ans après, leur album Blackout!, publié le 28 septembre 1999 rencontre un énorme succès. Il contient des collaborations de LL Cool J, Busta Rhymes, Ja Rule et le Wu-Tang Clan. Il atteint la première place des R&B Albums, la troisième place du Billboard 200, et la troisième place des classements musicaux canadiens.
En 2000, ils collaborent avec D'Angelo sur Voodoo, puis avec Limp Bizkit sur Chocolate Starfish and the Hot Dog Flavored Water et avec Cypress Hill sur Stoned Raiders. Fin 2001, ils sont à l'affiche de la comédie How High et participent également à la bande originale avec Cypress Hill, Limp Bizkit, Ludacris, DMX, Shawnna et Mary J Blige. En 2004, ils sont les personnages principaux de la série télévisée Method et Red. Faute de succès, seuls neuf épisodes des treize prévus sont diffusés.
En 2009, dix ans après la sortie du premier Blackout!, Method Man & Redman sortent Blackout! 2, produit par Erick Sermon, Rockwilder, Pete Rock, Buckwild, DJ Scratch, Havoc, Mathematics, Nasty Kutt, Ty Fyffe et Bink. L'album reçoit aussi le soutien de nombreux invités comme Bun B, Keith Murray, Raekwon, Ghostface Killah ou encore Streetlife. Les trois premiers singles sont A Yo, Mrs. International et City Lights. Les deux premiers singles font l'objet d'un clip. L'album connaît un succès indéniable puisqu'il se place directement en septième position des charts américains. En 2013, Method Man et Redman publie une nouvelle chanson, Lookin’ Fly Too.

## Discographie

### Albums studio
- 1999 : Blackout!
- 2001 : How High Soundtrack, bande originale du film How High
- 2009 : Blackout! 2

### Albumlive
- 2009 : Live in Paris

### Collaborations
- 1996 : Got My Mind Made Up (feat. Daz Dillinger, Kurupt, Nas & Cereal Killaz) de 2Pac (extrait de All Eyez on Me)
- 1997 : 4,3,2,1 de LL Cool J (extrait de Phenomenon)
- 1999 : Rap Phenomenon de The Notorious B.I.G. (extrait de Born Again)
- 1999 : Symphony 2000 de EPMD (extrait de Out of Business)
- 1999 : Simon Says (remix) de Pharoahe Monch (extrait de Internal Affairs)
- 2000 : Dog in Heat de Missy Elliott (extrait de Miss E... So Addictive)
- 2000 : Left & Righ de D'Angelo (extrait de Voodoo)
- 2001 : Rollin' (Urban Assault Vehicule) (feat. DMX & Cereal Killaz) de Limp Bizkit (extrait de Chocolate Starfish and the Hot Dog Flavored Water)
- 2001 : Red, Meth & B de Cypress Hill (extrait de Stoned Raiders)
- 2003 : Noble Art d'IAM (extrait de Revoir un printemps)
- 2004 : We Some Dogs (feat. Snoop Dogg)
- 2007 : Walk On
- 2007 : Blow Treez

## Filmographie
- 2001 : How High de Jesse Dylan
- 2004 : Method et Red (série TV)